# 宾古·瓦·穆塔里卡
宾古·瓦·穆塔里卡（1934年2月24日—2012年4月6日），马拉维经济学家、政治家，西南非洲人民组织成员，曾任马拉维总统、东部和南部非洲共同市场秘书长、马拉维储备银行副行长和马拉维经济计划与发展部长。
2004年5月，穆塔里卡在大选中当选为马拉维总统。2005年1月10日，中華民國總統陳水扁特贈穆塔里卡采玉大勳章。
2007年12月28日，穆塔里卡執政的政府與中華人民共和國政府建交。2008年1月14日，中華民國政府與馬拉威斷交。
2009年5月，穆塔里卡连任总统。2012年4月6日，因突发心脏停搏逝世，享年78岁。

备受争议的2010版马拉维国旗.

穆塔里卡于2010年7月更换了马拉维国旗，但引起众多政府官员和民众不满，他们认为这面国旗是穆塔里卡2009年连任后在政治上日趋独裁专制的体现。